# 胜山要塞国家森林公园
胜山要塞国家森林公园是位于中国黑龙江省孙吴县境内的一家国家森林公园，设立于2005年1月，总面积13828公顷，森林植被覆盖率达到82.2%，林区内保存有300多种食用药用植物和近300种野生动物。

## 地理概况
胜山要塞国家森林公园地处中国小兴安岭植物区的最北端，属寒温带针阔混交林区。